# چاه مطار
چاه مطار، روستایی است از توابع بخش جلگه زوزن و در شهرستان خواف استان خراسان رضوی ایران.روستا بعد از روستاهای علی اباد ،ارگ و مهر اباد قرار دارد

## جمعیت
این روستا در دهستان کیبر قرار داشته و بر اساس سرشماری سال ۱۳۸۵ جمعیت آن (۳۰خانوار) ۱۳۲نفر
بوده است.